# Shwendesky Joseph
Shwendesky Marcelus Joseph mit Spitznamen auch Kiki (* 18. November 1997 in Delmas) ist eine haitianische Fußballspielerin.

## Karriere

### Klub
Nach ihrer Kindheit in ihrer Heimat, ging sie zum Studieren nach Russland und spielt dort seit der Saison 2022/23 für Zenit St. Petersburg. Zuvor war sie bei Rubin Kasan aktiv.

### Nationalmannschaft
Nachdem sie die interkontinentalen Playoffs mit der A-Nationalmannschaft zuvor verpasst hatte, war sie im Vorfeld der WM bei einer 0:5-Freundschaftsspielniederlage gegen Portugal dabei. Dort bekam sie dann nach einer Einwechslung zur 64. Minute für Batcheba Louis auch ihr erstes Spiel im Nationaltrikot. Auch bei der Weltmeisterschaft 2023 war sie nominiert und kam dort bei der 0:1-Niederlage in der Gruppenphase gegen die Volksrepublik China nach der Einwechslung für Sherly Jeudy in der 89. Minute zu ihrem ersten Turniereinsatz.